# Huesera
Huesera és una pel·lícula mexicana d’horror corporal sobrenatural de 2022,dirigida i coescrita per Michelle Garza Cervera. És protagonitzada per Natalia Solián en el paper de Valeria, una dona embarassada que es veu amenaçada per forces ocultes.
Huesera es va estrenar mundialment en el Festival de Cinema de Tribeca el 9 de juny de 2022 i va guanyar els premis a la millor direcció novella i Nora Ephron.

## Argument
L'alegria de Valeria en quedar embarassada del seu primer fill es veu ràpidament truncada quan és maleïda per un esperit sinistre. A mesura que el perill s'acosta i les relacions amb la seva família es fracturen, es veu obligada a endinsar-se en un esgarrifós món de màgia fosca que amenaça amb consumir-la.

## Repartiment
- Natalia Solián - Valeria[3]
- Alfonso Dosal - Raúl, marit de Valeria[4]
- Mayra Batalla - Octavia[3]
- Mercedes Hernández - Isabel[3]
- Aída López - Maricarmen, mare de Valeria[5]
- Martha Claudia Moreno - Úrsula[6]
- Sonia Couoh - Vero, germana de Valeria[5]
- Enoc Leaño - Luis
- Emilram Cossío – Ginecòleg
- Samantha Castillo - Carolina
- Anahí Allué - Norma

## Llançament
Huesera es va estrenar mundialment en el Festival de Cinema de Tribeca de Nova York el 9 de juny de 2022, dins de la secció "Midnight" del festival. Está previsto que la película se estrene en salas norteamericanas de la mano de XYZ Films.

## Recepció
En el lloc web agregador de crítiques Rotten Tomatoes, la pel·lícula té un índex d'aprovació del 97% basat en 37 crítiques, amb una qualificació mitjana de 7,8/10.
Manuel Betancourt de Variety va qualificar a Huesera com "per moments esgarrifosament aterridora", escrivint que "rares vegades [recorre] a xiscles en augment", confiant en canvi en "imatges cada vegada més pertorbadores" i en el disseny de so. Betancourt va concloure: "Una rondalla de la maternitat moderna, de les idees feministes calcificades sobre la domesticitat i l'agència de les dones, Huesera ofereix un gir inspirat en el folklore mexicà de clàssics del terror com Babadook, Hereditary, La llavor del diable' i As Boas Maneiras. Natalia Winkelman, de The New York Times, va elogiar l'actuació de Solian, la composició dels plans i els temes de la pel·lícula, i va escriure que aquesta "planteja la provocativa idea que la maternitat pot ser similar a una maledicció […] la pel·lícula -com moltes grans obres de visió, maleïda sigui l'escala- és gairebé un exorcisme en si mateixa, despullant-se dels escarafalls i les banalitats per a exposar crues veritats."
Michael Gingold, de Rue Morgue, va escriure que la pel·lícula "inverteix el subgènere de la por a l'embaràs […] alhora que paga les expectatives d'una obra de gènere", i va qualificar la pel·lícula de "assoliment singular en el panorama del terror internacional." Meagan Navarro, en la seva crítica de la pel·lícula per a Bloody Disgusting, va lloar l'adreça de Garsa Cervera, escrivint que "el seu ferm domini de les imatges i la construcció de la tensió és enfocada i efectiva, utilitzant la por per a engendrar simpatia amb precisió làser. Encara que la negació de Valeria la situa diversos passos per darrere de l'espectador, el sòlid debut de Cervera t'embolica en el malson de Valeria malgrat tot."

## Premis
| Any  | Premi / Festival                                           | Categoria                                             | Recipient                                                                  | Resultat  | Ref.          |
| ---- | ---------------------------------------------------------- | ----------------------------------------------------- | -------------------------------------------------------------------------- | --------- | ------------- |
| 2022 | Festival de Cinema de Tribeca                              | Millor director narratiu novell                       | Michelle Garza Cervera                                                     | Guanyador | [ 9 ]         |
| 2022 | Festival de Cinema de Tribeca                              | Premi Nora Ephron                                     | Michelle Garza Cervera                                                     | Guanyador | [ 9 ]         |
| 2022 | Festival Internacional de Cinema Fantàstic de Neuchâtel    | Millor pel·lícula                                     | Michelle Garza Cervera                                                     | Nominat   | [ 10 ]        |
| 2022 | Festival de Cinema d'Adelaide                              | Millor llargmetratge                                  | Michelle Garza Cervera                                                     | Nominat   | [ 11 ] [ 12 ] |
| 2022 | Festival de Cinema de Sarajevo                             | Premi Especial a la Promoció de la Igualtat de Gènere | Michelle Garza Cervera                                                     | Nominat   | [ 13 ]        |
| 2022 | LV Festival Internacional de Cinema Fantàstic de Catalunya | Premi Blood Window                                    | Michelle Garza Cervera                                                     | Guanyador | [ 14 ]        |
| 2022 | LV Festival Internacional de Cinema Fantàstic de Catalunya | Premi Citizen Kane – Millor Director Novell           | Michelle Garza Cervera                                                     | Guanyador | [ 14 ]        |
| 2022 | Festival Internacional de Cinema de Chicago                | Gold Q-Hugo                                           | Michelle Garza Cervera                                                     | Nominat   | [ 15 ]        |
| 2022 | Festival Internacional de Cinema d'Atenes                  | Premi Atenea d’Or - Millor pel·lícula                 | Michelle Garza Cervera                                                     | Nominat   | [ 16 ]        |
| 2022 | Festival Internacional de Cinema de Morelia                | Millor llargmetratge mexicà                           | Michelle Garza Cervera                                                     | Nominat   | [ 17 ] [ 18 ] |
| 2022 | Festival Internacional de Cinema de Morelia                | Millor llargmetratge mexicà - Premi del Públic        | Michelle Garza Cervera                                                     | Guanyador | [ 17 ] [ 18 ] |
| 2022 | Festival Internacional de Cinema de Mar del Plata          | Competicií Llatinoamericana - Millor llargmetratge    | Michelle Garza Cervera                                                     | Nominat   | [ 19 ]        |
| 2022 | Fantasy Filmfest                                           | Premi Tele5 Fresh Blood                               | Michelle Garza Cervera                                                     | Nominat   | [ 20 ]        |
| 2022 | Festival de Cinema Fantàstic Insólito                      | Gato Negro – Millor pel·lícula                        | Michelle Garza Cervera                                                     | Guanyador | [ 21 ] [ 22 ] |
| 2022 | Festival de Cinema Fantàstic Insólito                      | Millor Director – Menció Especial                     | Michelle Garza Cervera                                                     | Guanyador | [ 21 ] [ 22 ] |
| 2022 | Festival de Cinema de Torí                                 | Crazies Competition - Millor pel·lícula               | Michelle Garza Cervera                                                     | Guanyador | [ 23 ]        |
| 2022 | Festival de Cinema Fantàstic Feratum                       | Millor pel·lícula de terror                           | Michelle Garza Cervera                                                     | Guanyador | [ 24 ]        |
| 2022 | Festival de Cinema Fantàstic Feratum                       | Millor director                                       | Michelle Garza Cervera                                                     | Guanyador | [ 24 ]        |
| 2022 | Festival de Cinema Fantàstic Feratum                       | Millors efectes visuals                               | Raul Prado                                                                 | Guanyador | [ 24 ]        |
| 2023 | NOAM Faenza Film Festival                                  | Premi Città di Faenza                                 | Michelle Garza Cervera                                                     | Guanyador | [ 25 ]        |
| 2023 | Festival Internacional de Cinema de Palm Springs           | Millor pel·lícula iberoamericana                      | Michelle Garza Cervera                                                     | Nominat   | [ 26 ]        |
| 2023 | LXV edició dels Premis Ariel                               | Millor pel·lícula                                     | Millor pel·lícula                                                          | Nominat   | [ 27 ] [ 28 ] |
| 2023 | LXV edició dels Premis Ariel                               | Millor director                                       | Michelle Garza Cervera                                                     | Nominat   | [ 27 ] [ 28 ] |
| 2023 | LXV edició dels Premis Ariel                               | Millor actriu                                         | Natalia Solián                                                             | Nominat   | [ 27 ] [ 28 ] |
| 2023 | LXV edició dels Premis Ariel                               | Millor coactuació femenina                            | Mayra Batalla                                                              | Nominat   | [ 27 ] [ 28 ] |
| 2023 | LXV edició dels Premis Ariel                               | Millor coactuació femenina                            | Martha Claudia Moreno                                                      | Nominat   | [ 27 ] [ 28 ] |
| 2023 | LXV edició dels Premis Ariel                               | Millor revelació actoral                              | Isabel Luna                                                                | Nominat   | [ 27 ] [ 28 ] |
| 2023 | LXV edició dels Premis Ariel                               | Millor argument original                              | Michelle Garza Cervera & Abia Castillo                                     | Guanyador | [ 27 ] [ 28 ] |
| 2023 | LXV edició dels Premis Ariel                               | Millor fotografia                                     | Nur Rubio Sherwell                                                         | Nominat   | [ 27 ] [ 28 ] |
| 2023 | LXV edició dels Premis Ariel                               | Millor banda sonora                                   | Gibrán Andrade & Rafael Manrique                                           | Nominat   | [ 27 ] [ 28 ] |
| 2023 | LXV edició dels Premis Ariel                               | Millor so                                             | Christian Giraud, Pablo Lach & Omar Pareja                                 | Nominat   | [ 27 ] [ 28 ] |
| 2023 | LXV edició dels Premis Ariel                               | Millor muntatge                                       | Adriana Martínez                                                           | Nominat   | [ 27 ] [ 28 ] |
| 2023 | LXV edició dels Premis Ariel                               | Millor direcció artística                             | Ana Bellido                                                                | Nominat   | [ 27 ] [ 28 ] |
| 2023 | LXV edició dels Premis Ariel                               | Millor maquillatge                                    | Adam Zoller                                                                | Guanyador | [ 27 ] [ 28 ] |
| 2023 | LXV edició dels Premis Ariel                               | Millor vestuari                                       | Gabriela Gower                                                             | Nominat   | [ 27 ] [ 28 ] |
| 2023 | LXV edició dels Premis Ariel                               | Millors efectes especials                             | Raúl Camarera, Gustavo Campos, Miguel Ángel Rodríguez & Juan Carlos Santos | Guanyador | [ 27 ] [ 28 ] |
| 2023 | LXV edició dels Premis Ariel                               | Millors efectes visuals                               | Raúl Luna                                                                  | Nominat   | [ 27 ] [ 28 ] |
| 2023 | LXV edició dels Premis Ariel                               | Millor opera prima                                    | Millor opera prima                                                         | Guanyador | [ 27 ] [ 28 ] |